# Eccellenza Lazio 1995-1996
Il campionato italiano di calcio di Eccellenza regionale 1995-1996 è stato il quinto organizzato in Italia. Rappresenta il sesto livello del calcio italiano. Il campionato si è concluso con la vittoria del Fiumicino per il girone A, al suo secondo titolo, e del Terracina per il girone B, al suo primo titolo.
Tutte le squadre iscritte al campionato di Eccellenza, assieme a quelle del campionato di Promozione, hanno diritto a partecipare alla Coppa Italia Dilettanti Lazio.

## Stagione

### Aggiornamenti
- Il Prati IV miglio si fonde con il Tor Sapienza in Prati Tor Sapienza.[senza fonte]
- Il Montespaccato Aureliana cambia denominazione in Montespaccato.

Di seguito la composizione dei gironi fornita dal Comitato Regionale Lazio.

## Girone A

### Squadre partecipanti
| Club                | Città (provincia)         | Stagione precedente                                                |
| ------------------- | ------------------------- | ------------------------------------------------------------------ |
| Ciampino            | Ciampino (RM)             | 6º posto in Eccellenza Lazio, Girone B                             |
| Fiumicino           | Fiumicino (RM)            | 15º posto in Campionato Nazionale Dilettanti, Girone G, retrocesso |
| Fortitudo Nepi      | Nepi (RM)                 | 1º posto in Promozione Lazio, Girone A, promosso                   |
| Fregene             | Fregene di Fiumicino (RM) | 2º posto in Eccellenza Lazio, Girone A                             |
| Lativoli            | Tivoli (RM)               | 12º posto in Eccellenza Lazio, Girone B                            |
| Montespaccato       | Roma                      | 6º posto in Eccellenza Lazio, Girone A                             |
| Nuova Gallese       | Gallese (VT)              | 9º posto in Eccellenza Lazio, Girone A                             |
| Rieti               | Rieti                     | 17º posto in Campionato Nazionale Dilettanti, Girone E, retrocesso |
| Romana Gas          | Roma                      | 11º posto in Eccellenza Lazio, Girone A                            |
| Romulea             | Roma                      | 10º posto in Eccellenza Lazio, Girone A                            |
| Santa Marinella     | Santa Marinella (RM)      | 2º posto in Promozione Lazio, Girone A, ripescato                  |
| Spes Montesacro     | Roma                      | 8º posto in Eccellenza Lazio, Girone A                             |
| Sorianese           | Soriano nel Cimino (VT)   | 12º posto in Eccellenza Lazio, Girone A                            |
| Vigor Acquapendente | Acquapendente (VT)        | 5º posto in Eccellenza Lazio, Girone A                             |
| Villalba Ocres Moca | Guidonia (RM)             | 3º posto in Eccellenza Lazio, Girone A                             |
| Vis Subiaco         | Subiaco (RM)              | 1º posto in Promozione Lazio, Girone B, promosso                   |

### Classifica finale
Fonte:
|  | Pos. | Squadra             | Pt | G  | V  | N  | P  | GF | GS | DR  |
|  | ---- | ------------------- | -- | -- | -- | -- | -- | -- | -- | --- |
|  | 1.   | Fiumicino           | 65 | 30 | 20 | 5  | 5  | 57 | 26 | +31 |
|  | 2.   | Fortitudo Nepi      | 61 | 30 | 18 | 7  | 5  | 47 | 25 | +22 |
|  | 3.   | Santa Marinella     | 59 | 30 | 17 | 8  | 5  | 39 | 17 | +22 |
|  | 4.   | Vis Subiaco         | 48 | 30 | 13 | 9  | 8  | 27 | 23 | +4  |
|  | 5.   | Montespaccato       | 46 | 30 | 12 | 10 | 8  | 35 | 31 | +4  |
|  | 6.   | Vigor Acquapendente | 45 | 30 | 11 | 12 | 7  | 35 | 22 | +13 |
|  | 7.   | Spes Montesacro     | 44 | 30 | 11 | 11 | 8  | 36 | 26 | +10 |
|  | 8.   | Fregene             | 39 | 30 | 9  | 12 | 9  | 31 | 35 | -4  |
|  | 9.   | Villalba Ocres Moca | 37 | 30 | 9  | 10 | 11 | 28 | 30 | -2  |
|  | 10.  | Rieti               | 33 | 30 | 7  | 12 | 11 | 22 | 27 | -5  |
|  | 11.  | Ciampino            | 32 | 30 | 8  | 8  | 14 | 25 | 39 | -14 |
|  | 12.  | Lativoli            | 30 | 30 | 7  | 9  | 14 | 23 | 34 | -11 |
|  | 13.  | Sorianese           | 29 | 30 | 7  | 8  | 15 | 21 | 42 | -21 |
|  | 14.  | Nuova Gallese       | 26 | 30 | 6  | 8  | 16 | 17 | 34 | -17 |
|  | 15.  | Romulea             | 26 | 30 | 5  | 11 | 14 | 22 | 35 | -13 |
|  | 16.  | Romana Gas          | 25 | 30 | 5  | 10 | 15 | 19 | 38 | -19 |

Legenda:
      Promossa nel Campionato Nazionale Dilettanti 1996-1997.
      Ammessa ai Play-off nazionali.
      Retrocesse in Promozione Lazio 1996-1997.
Regolamento:
Tre punti a vittoria, uno a pareggio, zero a sconfitta.

## Girone B

### Squadre partecipanti
| Club               | Città (provincia)       | Stagione precedente                                                |
| ------------------ | ----------------------- | ------------------------------------------------------------------ |
| ALMAS              | Roma                    | 7º posto in Eccellenza Lazio, Girone A                             |
| Anziolavinio       | Anzio (RM)              | 1º posto in Promozione Lazio, Girone C, promosso                   |
| Aprilia            | Aprilia (RM)            | 11º posto in Eccellenza Lazio, Girone B                            |
| Atletico Latina    | Latina                  | 2º posto in Eccellenza Lazio, Girone B                             |
| Lanuvio Campoleone | Lanuvio (RM)            | 8º posto in Eccellenza Lazio, Girone B                             |
| Macir Cisterna     | Cisterna di Latina (LT) | 10º posto in Eccellenza Lazio, Girone B                            |
| Morolo             | Morolo (FR)             | 3º posto in Eccellenza Lazio, Girone B                             |
| Palestrina         | Palestrina (RM)         | 9º posto in Eccellenza Lazio, Girone B                             |
| Policassino        | Cassino (FR)            | 1º posto in Promozione Lazio, Girone D, promosso                   |
| Pomezia            | Pomezia (RM)            | 16º posto in Campionato Nazionale Dilettanti, Girone G, retrocesso |
| Prati Tor Sapienza | Roma                    | 4º posto in Eccellenza Lazio, Girone A                             |
| Pro Cisterna       | Cisterna di Latina (LT) | 4º posto in Eccellenza Lazio, Girone B                             |
| Rebibbia           | Roma                    | 13º posto in Eccellenza Lazio, Girone A                            |
| Scauri Minturno    | Minturno (LT)           | 5º posto in Eccellenza Lazio, Girone B                             |
| Terracina          | Terracina (LT)          | 7º posto in Eccellenza Lazio, Girone B                             |
| Valmontone         | Valmontone (RM)         | 13º posto in Eccellenza Lazio, Girone B                            |

### Classifica finale
Fonte:
|  | Pos. | Squadra            | Pt | G  | V  | N  | P  | GF | GS | DR  |
|  | ---- | ------------------ | -- | -- | -- | -- | -- | -- | -- | --- |
|  | 1.   | Terracina          | 71 | 30 | 21 | 8  | 1  | 51 | 12 | +39 |
|  | 2.   | Pro Cisterna       | 58 | 30 | 15 | 13 | 2  | 33 | 14 | +19 |
|  | 3.   | Pomezia            | 57 | 30 | 17 | 6  | 7  | 40 | 18 | +22 |
|  | 4.   | Atletico Latina    | 53 | 30 | 16 | 5  | 9  | 42 | 27 | +15 |
|  | 5.   | Prati Tor Sapienza | 48 | 30 | 13 | 9  | 8  | 60 | 26 | +34 |
|  | 6.   | Policassino        | 44 | 30 | 11 | 11 | 8  | 26 | 23 | +3  |
|  | 7.   | Macir Cisterna     | 41 | 30 | 8  | 17 | 5  | 28 | 22 | +6  |
|  | 8.   | Palestrina         | 39 | 30 | 10 | 9  | 11 | 30 | 32 | -2  |
|  | 9.   | Anziolavinio       | 37 | 30 | 9  | 10 | 11 | 30 | 37 | -7  |
|  | 10.  | Lanuvio Campoleone | 36 | 30 | 9  | 9  | 12 | 28 | 32 | -4  |
|  | 11.  | Morolo             | 33 | 30 | 6  | 15 | 9  | 30 | 32 | -2  |
|  | 12.  | Scauri Minturno    | 33 | 30 | 8  | 9  | 13 | 25 | 38 | -13 |
|  | 13.  | ALMAS              | 30 | 30 | 7  | 9  | 14 | 30 | 48 | -18 |
|  | 14.  | Rebibbia           | 30 | 30 | 7  | 9  | 14 | 23 | 42 | -19 |
|  | 15.  | Aprilia            | 28 | 30 | 6  | 10 | 14 | 22 | 31 | -9  |
|  | 16.  | Valmontone         | 6  | 30 | 1  | 3  | 26 | 10 | 74 | -64 |

Legenda:
      Promossa nel Campionato Nazionale Dilettanti 1996-1997.
      Ammessa ai Play-off nazionali.
      Retrocesse in Promozione Lazio 1996-1997.
Regolamento:
Tre punti a vittoria, uno a pareggio, zero a sconfitta.
Note:
La Pro Cisterna è stata poi ripescata nel Campionato Nazionale Dilettanti 1996-1997.

### Spareggi

#### Spareggio salvezza
|       | Risultati |          | Luogo e data |
| ----- | --------- | -------- | ------------ |
| ALMAS | 1-0       | Rebibbia | Roma         |
|       |           |          |              |